# Club Deportivo Español
A Club Deportivo Español egy argentin labdarúgócsapat Parque Avellaneda városában. A egyesületet 1956. október 12-én alapították. A klub jelenleg alacsonyabb ligákban szerepel és a 32 500 néző befogadására alkalmas Estadio Nueva Españaban játssza hazai mérkőzéseit. A klub színei a piros, kék és a fehér.
A legnagyobb sikerüket akkor érték el, amikor 1985 és 1992 között három alkalommal is harmadik helyet értek el az első osztályban.

## Fordítás
Ez a szócikk részben vagy egészben  a   Deportivo Español című angol Wikipédia-szócikk fordításán alapul.  Az eredeti cikk szerkesztőit annak laptörténete sorolja fel. Ez a jelzés csupán a megfogalmazás eredetét és a szerzői jogokat jelzi, nem szolgál a cikkben szereplő információk forrásmegjelöléseként.